# Taherpur
Taherpur là một thành phố và là một khu vực quy hoạch (notified area) của quận Nadia thuộc bang Tây Bengal, Ấn Độ.

## Nhân khẩu
Theo điều tra dân số năm 2001 của Ấn Độ, Taherpur có dân số 20.060 người. Phái nam chiếm 51% tổng số dân và phái nữ chiếm 49%. Taherpur có tỷ lệ 80% biết đọc biết viết, cao hơn tỷ lệ trung bình toàn quốc là 59,5%: tỷ lệ cho phái nam là 84%, và tỷ lệ cho phái nữ là 76%. Tại Taherpur, 9% dân số nhỏ hơn 6 tuổi.